# Хуэйюань
Хуэйюань (кит. трад. 慧遠, упр. 慧远, пиньинь Huìyuǎn) (334, Яньмэнь, современная провинция Шаньси — 416) — китайский буддийский монах, мыслитель, основоположник школы Цзинту, известен как «старший Хуэйюань» (в отличие от «младшего Хуэйюаня» — буддийского мыслителя эпохи Суй).

## Биография
Мирская фамилия — Цзя (кит. 賈), получил традиционное конфуцианское образование, увлекался даосской литературой. В двадцатилетнем возрасте встретился с Даоанем, со временем стал его любимым учеником. По преданию, в буддийских проповедях удачно применял цитаты из даосских трактатов, что вызывало одобрение Даоаня. В 379—384 годах проповедовал в Цзинчжоу, в 384 (по другой версии — в 381) году поселился в монастыре Дунлинсы в горах Лушань (пров. Цзянси). Переписывался с Кумарадживой.

Агиографическая традиция сообщает о дружбе Хуэйюаня с величайшим поэтом Шести династий Тао Цянем (Юаньмином) (365—447) и даосом Лу Сюцзином (в действительности жившим в 406—477 годах); эта житийная версия легла в основу известного сюжета традиционной китайской живописи «Трое смеющихся друзей» (аллегорического изображения гармонии даосизма, буддизма и конфуцианства).

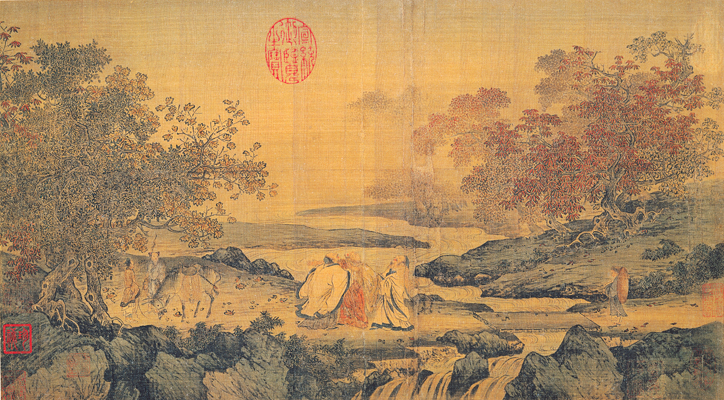
Неизвестный сунский художник (в стиле Ли Тана). «Трое смеющихся над Тигриным протоком». Слева направо — Лу Сюцзин, Хуэйюань и Тао Юаньмин в Лушани. Гугун, Тайбэй.

К школе Хуэйюаня, известной под названием «Общество Белого лотоса» (кит. трад. 白蓮社, упр. 白莲社), восходит наименование средневековой народной религиозной традиции «Белого лотоса». Согласно ряду учёных, заимствование ограничилось только названием: Хуэйюань проповедовал медитацию и обращался преимущественно к элитным кругам, в то время как его «последователи» выступали за мантрическое повторение имени будды Амитабхи и принадлежали к более низким слоям общества.